# Mayang Imphal
Mayang Imphal là một thị xã và là một nagar panchayat của quận Imphal West thuộc bang Manipur, Ấn Độ.

## Nhân khẩu
Theo điều tra dân số năm 2001 của Ấn Độ, Mayang Imphal có dân số 20.536 người. Phái nam chiếm 50% tổng số dân và phái nữ chiếm 50%. Mayang Imphal có tỷ lệ 56% biết đọc biết viết, thấp hơn tỷ lệ trung bình toàn quốc là 59,5%: tỷ lệ cho phái nam là 67%, và tỷ lệ cho phái nữ là 45%. Tại Mayang Imphal, 17% dân số nhỏ hơn 6 tuổi.